# Pårup Station
Pårup Station er en jernbanestation ved Pårup i Nordsjælland.
Den oprindelige stationsbygning var tegnet af S.P.C. Bendtsen. Bygningen blev nedrevet i 1984.